# 第1回ゴールデンラズベリー賞
第1回ゴールデンラズベリー賞は、第53回アカデミー賞授賞式と同日の1981年3月31日に発表・授賞式が行われた。本来は両式典とも3月30日の予定だったが、レーガン大統領暗殺未遂事件が発生したため、アカデミー賞とラジー賞は急遽日程を1日延期した経緯がある。

## 受賞とノミネートの一覧
受賞は太字、それ以外はノミネートである。

### 最低作品賞
- ミュージック・ミュージック
- クルージング
- ジェネシスを追え
- 13日の金曜日
- ジャズ・シンガー
- 0086笑いの番号
- レイズ・ザ・タイタニック
- スペース・サタン
- エミリーの窓
- ザナドゥ

### 最低男優賞
- ニール・ダイアモンド - ジャズ・シンガー
- マイケル・ベック - ザナドゥ
- ロバート・ブレイク - コースト・トゥ・コースト 危ないのはお好き!?
- マイケル・ケイン - 殺しのドレス、アイランド
- カーク・ダグラス - スペース・サタン
- リチャード・ドレイファス - コンペティション
- アンソニー・ホプキンス - LOVEシーズン
- ブルース・ジェンナー - ミュージック・ミュージック
- サム・J・ジョーンズ - フラッシュ・ゴードン

### 最低女優賞
- ブルック・シールズ - 青い珊瑚礁
- ナンシー・アレン - 殺しのドレス
- フェイ・ダナウェイ - 第一の大罪
- シェリー・デュヴァル - シャイニング
  - 後にデュヴァルが監督のスタンリー・キューブリックによって精神的に追い詰められていたことが判明しており、第42回（2021年度）にて、ブルース・ウィリスへの対応と合わせて彼女のノミネートも撤回された。
- ファラ・フォーセット - スペース・サタン
- ソンドラ・ロック - ブロンコ・ビリー
- オリビア・ニュートン＝ジョン - ザナドゥ
- ヴァレリー・ペリン - ミュージック・ミュージック
- デボラ・ラフィン - ラスト・レター
- タリア・シャイア - エミリーの窓

### 最低助演男優賞
- ジョン・アダムス - グロリア（分け）
- ローレンス・オリヴィエ - ジャズ・シンガー（分け）
- マーロン・ブランド - ジェネシスを追え
- チャールズ・グローディン - 昔みたい
- デヴィッド・セルビー - レイズ・ザ・タイタニック

### 最低助演女優賞
- エイミー・アーヴィング - 忍冬の花のように
- エリザベス・アシュレイ - エミリーの窓
- ジョーグ・スタンフォード・ブラウン - スター・クレイジー
- ベッツィ・パーマー - 13日の金曜日
- マリリン・ソコル - ミュージック・ミュージック

### 最低監督賞
- ロバート・グリーンウォルド - ザナドゥ
- ジョン・G・アヴィルドセン - ジェネシスを追え
- ブライアン・デ・パルマ - 殺しのドレス
- ウィリアム・フリードキン - クルージング
- シドニー・フューリー、リチャード・フライシャー - ジャズ・シンガー
- スタンリー・キューブリック - シャイニング
- マイケル・リッチー - アイランド
- ジョン・トレント - Middle Age Crazy
- ナンシー・ウォーカー - ミュージック・ミュージック
- ゴードン・ウィリス - エミリーの窓

### 最低脚本賞
- ミュージック・ミュージック - ブロント・ウッダード、アラン・カー
- LOVEシーズン - エリック・シーガル、ロニー・カーン、フレッド・シーガル
- クルージング - ウィリアム・フリードキン
- ジェネシスを追え - スティーヴ・シェイガン
- It's My Turn - エレノア・バーグスタイン
- Middle Age Crazy - カール・クラインシュミット
- レイズ・ザ・タイタニック - アダム・ケネディ、エリック・ヒューズ
- ラスト・レター - ヘスパー・アンダーソン
- エミリーの窓 - バリー・シーゲル
- ザナドゥ - リチャード・クリスチャン・ダナス、マーク・リード・ルベル

### 最低主題歌賞
- "The Man with Bogart's Face" - The Man with Bogart's Face
- "(You) Can't Stop The Music"  - ミュージック・ミュージック
- "Suspended in Time" - ザナドゥ
- "Where Do You Catch the Bus for Tomorrow?" - LOVEシーズン
- "You, Baby, Baby!" - ジャズ・シンガー

### 最低功績賞
- かつての映画スター、ロナルド・レーガン

皮肉たっぷりのラジー賞が、大統領暗殺未遂から翌日という不運この上ない時分に船出を迎えられたため。